# Joachim Siwek
Joachim Siwek (ur. 16 stycznia 1958 w Bytomiu) – polski piłkarz występujący na pozycji pomocnika.

## Życiorys
Rozpoczynał karierę w barwach Szombierek Bytom, skąd po niedługim czasie przeniósł się do konkurencyjnej Polonii. W 1977 roku wyjechał do Niemiec, gdzie został zawodnikiem Borussii Dortmund. Przez trzy sezony gry w tym klubie, zagrał w jednym meczu pierwszej drużyny, 5 sierpnia 1978 w wygranym 14:1 meczu I rundy Pucharu Niemiec z BSV 07 Schwenningen i zdobył wówczas dwie bramki. W 1980 roku był wypożyczony do holenderskiego NAC Breda. 
W 1980 roku przeszedł do szwajcarskiego FC Chiasso. W Nationallidze A zadebiutował 22 lutego 1981 w wygranym 1:0 spotkaniu z Lausanne Sports, w którym strzelił gola. Zawodnikiem Chiasso był do 1982 roku. Następnie grał w zespole ligowego rywala – Vevey Sports, a w 1985 roku przeszedł do BSC Young Boys, z którym w sezonie 1985/1986 zdobył mistrzostwo Szwajcarii. W 1987 roku odszedł do drugoligowego FC Locarno, w którym dwa lata później zakończył karierę.

## Statystyki ligowe
| Rozgrywki      | Poziom | Kraj       | Mecze | Bramki |
| -------------- | ------ | ---------- | ----- | ------ |
| Nationalliga A | I      | Szwajcaria | 179   | 57     |
| Eredivisie     | I      | Holandia   | 16    | 4      |